# Les Rois de Ségou
Les Rois de Ségou est une série télévisée historique malienne en 21 épisodes de 26 minutes réalisée par Boubacar Sidibé et diffusée en 2010 sur ORTM Télévision nationale.
Dans les pays francophones, elle a été diffusée sur TV5 Monde.

## Synopsis
La série relate l'histoire du royaume bambara de Ségou qui s'étend sur le territoire de l'actuel Mali de la fin du XVIIe siècle jusqu'à sa chute en 1891.

## Fiche technique
- Titre : Les Rois de Ségou
- Réalisation : Boubacar Sidibé
- Studios de production : Brico Films, Centre National de la Cinématographie du Mali (CNCM), Office de Radiodiffusion Télévision du Mali - ORTM, Sarama Films
- Pays :  Mali
- Langue : bambara
- Format : 21 épisodes de 26 minutes chacun
- Format de distribution : DVCam
- Diffusé sur : ORTM, CFI, TV5 Monde

## Distribution
- Magma Gabriel Konaté
- Lamissa Traoré
- Amadou Kamaté
- Seydou Doumbia

## Diffusion
La série a été diffusée sur l'ORTM fin 2010.
La série a été rediffusée en juillet-août 2011 par la chaîne TV5 Monde Afrique dans un format différent en 7 épisodes de 78 minutes.